# Holenberg
Cet article possède un paronyme, voir Hollenberg.
Holenberg est une municipalité allemande du land de Basse-Saxe et l'Arrondissement de Holzminden. En 2014, elle comptait 400 hab.

## Source
- (de) Cet article est partiellement ou en totalité issu de l’article de Wikipédia en allemand intitulé « Holenberg » (voir la liste des auteurs).